# Honda RC212V

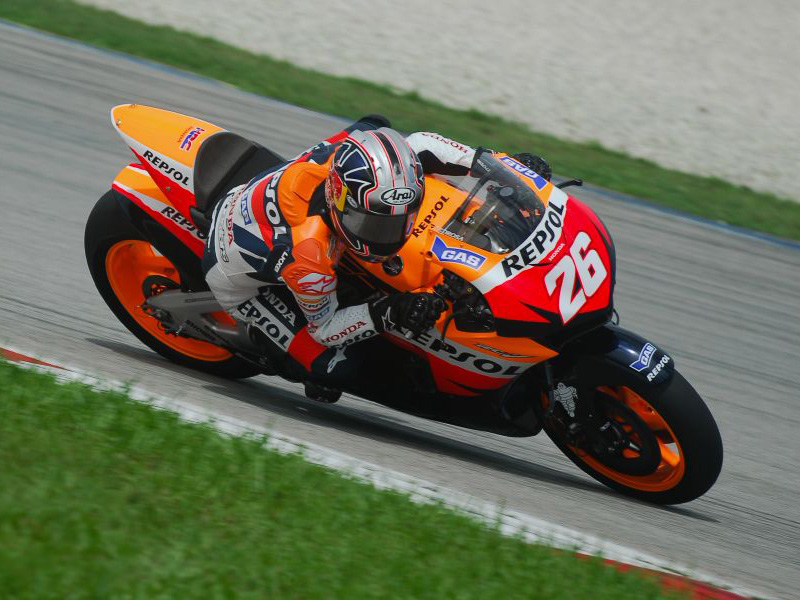
Dani Pedrosa på en RC212V 2007.

Honda RC212V är Honda Racing Corporations tidigare modell för tävling i roadracingens MotoGP-klass. Modellen lanserades i slutet på 2006 som ersättare till den tidigare modellen RC211V i samband med att reglementet ändrades från maximal cylindervolym på 990cm3 till 800cm3. Modellen var mindre framgångsrik debutåret 2007 med endast en raceseger, Dani Pedrosas i Tysklands GP. Modellen uppdaterades mycket under säsongen och inför 2008 för att skapa bättre balans och konkurrenskraft. Den ersattes av RC213V när reglemetet för MotoGP ändrades till motorer på högst 1000 cm³ säsongen 2012.